# Settimo Torinese
Settimo Torinese es una ciudad italiana y fuertemente industrializada, de la provincia de Turín en Piamonte: es el décimo municipio de Piamonte ordenado de habitantes: sobrepasa como número de habitantes también alguna cabeza de distrito de provincia piamontesa.

## Historia
El nombre deriva del latino, (ad) septimum (lapidem), o " cerca del séptimo (mojón kilométrico) " produciéndolos(trayéndolos) a la distancia de Turín (Augusta Taurinorum), en efecto se llamó en pasado Septimum Taurinensem. El origen es tan seguramente Romano porque más allá al nombre fue puesta a lo largo de un trazado romano, es decir Turin-Pavie-Piacence. En la ciudad fue encontrada una inscripción votiva en nombre de Júpiter Excelente Massimo, inscripción típica del frontail de las iglesias católicas con D.O.M. - a Dios Excelente Massimo. La posición de Settimo envía entre Turín y Milano siempre hizo garganta(pechos) a los poderosos del pasado. La Ciudad fue en consecuencia siempre en el centro de disputas; esas infinitas entre Marquis de Monferrato y Saboya que el épointèrent en ella a finales de 1435. Los últimos señores feudales fueron Marquis Galletti de Barolo conti de Settimo; era a finales del siglo XVIII. Hoy Settimo es un grueso centro industrial en el hinterland de Turín, pero esto fue el resultado de un camino largo comenzado al final del siglo XVII con la renovación de la agricultura seguida por el principio del proceso de industrialización a principios de la unidad de Italia. El presidente Giovanni Gronchi concedido en Settimo Torinese el título de "Ciudad" el 28 de septiembre de 1958. El 28 de septiembre de 2008 ha sido celebrado el quincuagésimo aniversario de "Settimo Città", con grandes celebraciones a la conclusión natural de toda una serie de iniciativas, por ejemplo el aspecto renovado por el centro histórico.

## La Torre
La torre es el último elemento superviviente del antiguo castillo distinguido, gravemente dañado y posiblemente destruido durante las guerras franco - asburgiche del decimosexto siglo. El castillo y la torre levantada todavía fueron construidos sobre el sitio de un fortín precedente probablemente entra los finales de tres - cien y principios del decimoquinto siglo de los que no se conservan de rastros si no en las fuentes de archivos. Cuales edificios comprît el castillo y el cual sea su arreglo no es conocido actualmente: todas las reconstrucciones propuestas son fruto de conjeturas y como tipos deben ser considerados. Las fuentes del decimoquinto siglo atestiguan que el complejo defensivo de Settimo Torinese era muy amplio. Más allá al castillo distinguido, comprendía la "quinta" o la villa y el refugio, según un modelo municipio muchos de en Medievo tardío. La villa fue proveída de fortificaciones al perímetro y los fosos que seguían más o menos el trazado de las calles modernas actuales del centro ciudad, mientras que a él(ello,ella) sur parcialmente parecía delimitado por las estructuras del castillo.Al amparo de este último, hacia la villa, el refugio se levantaba, otra estructura defensiva destinada a proteger a los habitantes del lugar y sus bienes, sirviendo de refugio y posiblemente también de militar reducido. Durante los últimos siglos del Medievo, la importancia del castillo y de la villa fortificada por Settimo Torinese dependido por la posibilidad de controlarle la raya(tiro) final de la calle de Lombardía, vale a decir sobre la " vía pública peregrinorum y mercatorum ", calle pública de los peregrinos(halcones) y de los marchados que entraba en Turín de la Puerta Doranea o La puerta Palatina. En la segunda mitad de ocho - cientos, la torre hubo transformado en un tipo de segunda vivienda para iniciativa de una familia rica turinense. Al oeste del edificio histórico un pequeño palacio fue construido en estilo gótico, según el gusto romántico de la época. Un bello jardín con árboles seculares ocupaba toda zona del castillo destruido. En 1912 el Ayuntamiento de Settimo Torinese compró la zona del castillo superviviente y la torre. En 1922-23 hizo elevar allí el edificio escolar que es sede(asiento) del ayuntamiento desde el 1983. Desgraciadamente la elevación del estable, en los años treinta de Nueve - cientos, destruyó algún caditoie de la torre. Para iniciativa de la Profesional Loco y del Consorteria dei Gamberai, entre el 1975 y 1976, el pintor Giulio Boccaccio decoró las paredes y el techo de un piso entero de la torre con escenas tiradas(sacadas) por la historia de Settimo Torinese, leída en llave popular. La restauración de la torre y del pequeño palacio del decimonono siglo adyacente se acabó en 2003.

## Curiosidad
Settimo es llamado la " Ciudad de la pluma " porque se considera que el 70 % de la producción llega en esta zona.
Entre los eventos culturales de la ciudad destaca el Festival Internacional de Literatura "I Luoghi delle Parole" que se celebra la primera semana de octubre.

## Evolución demográfia
| Gráfica de evolución demográfica de Settimo Torinese entre 1861 y 2014 |
|                                                                        |
| Fuente ISTAT - elaboración gráfica de Wikipedia                        |

## Ciudades hermanadas
- Valls, Cataluña, España
- Chaville, Île-de-France, Francia
- Yanzhou, Shandong, China
- Montalto Dora, Piamonte, Italia
- Cavarzere, Véneto, Italia
- Montesilvano, Abruzzo, Italia
- Ischitella, Puglia, Italia
- Rionero in Vulture, Basilicata, Italia
- Matanzas, Cuba